# Guldeken
Guldeken är en årligen återkommande näringslivstävling som grundades 1995. Tävlingens initiativtagare var Jan Lennartsson och Karin Nelsson.
Guldeken vänder sig till personer, företag och organisationer som har anknytning till Blekinge län. Syftet är att inspirera näringslivet genom att lyfta fram goda exempel och det hela kulminerar i en årlig gala, Guldekengalan. 

## Kategorier
Vem som helst kan nominera en kandidat till Guldeken i någon av kategorierna Årets Blekingeambassadör, Bästa Uppstickare eller Bästa Blekingeföretag. Förutom dessa kriterier delas även priset Årets marknadsförare ut, ett pris som instiftades 1983 av Blekinge Marknadsförening.

## Historia
Under åren 1995 till 2008 var Guldeken en marknadsföringstävling. Exempel på kategorier som förekom var Bästa kampanj, Bästa design och Bästa kommersiella information. Den enda kategori som är kvar från denna tid är Årets Marknadsförare.
De första tio åren hölls Guldekengalan i Karlskrona, men har därefter arrangerats i både Ronneby  och Karlshamn.
Genom åren har ett hundratal Guldekar delats ut till personer och företag.